# Michael Emil Sachs

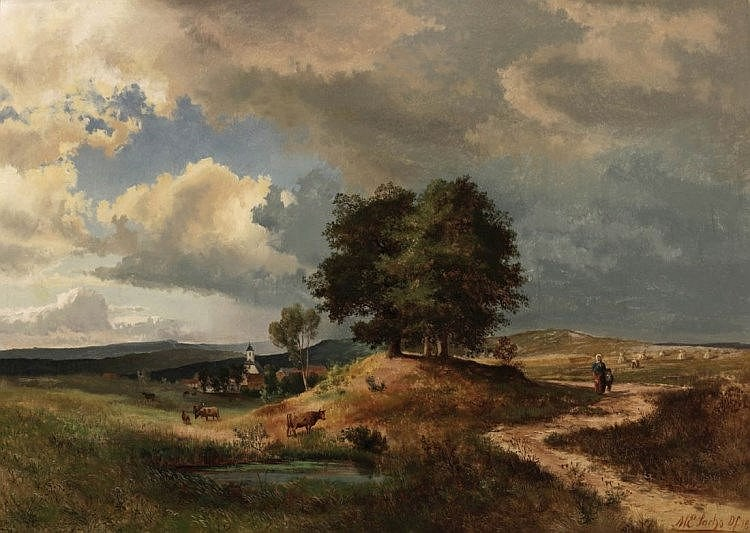
Eifellandschaft mit Kirchdorf

Michael Emil Sachs (* 1836 in Hadamar, Provinz Hessen-Nassau; † 9. Juni 1893 in Partenkirchen) war ein deutscher Landschaftsmaler.

## Leben
Sachs war von 1855 bis 1858 Schüler von Johann Wilhelm Schirmer an der Karlsruher Kunstschule und bis 1860 von Oswald Achenbach an der Kunstakademie Düsseldorf.
Den Zeitraum von 1860 bis 1865 verbrachte er in Wiesbaden und ließ sich dann bei Partenkirchen nieder, wo er 1869 bis 1880 eine von ihm begründete Schule für Holzschnitzerei leitete.
Michael Emil Sachs malte Landschaften aus den Rhein- und Lahngegenden, aus der Eifel, dem Taunus und den Bayerischen Alpen.